# Historia Hondurasu
Historia Hondurasu – obejmuje dzieje Hondurasu.

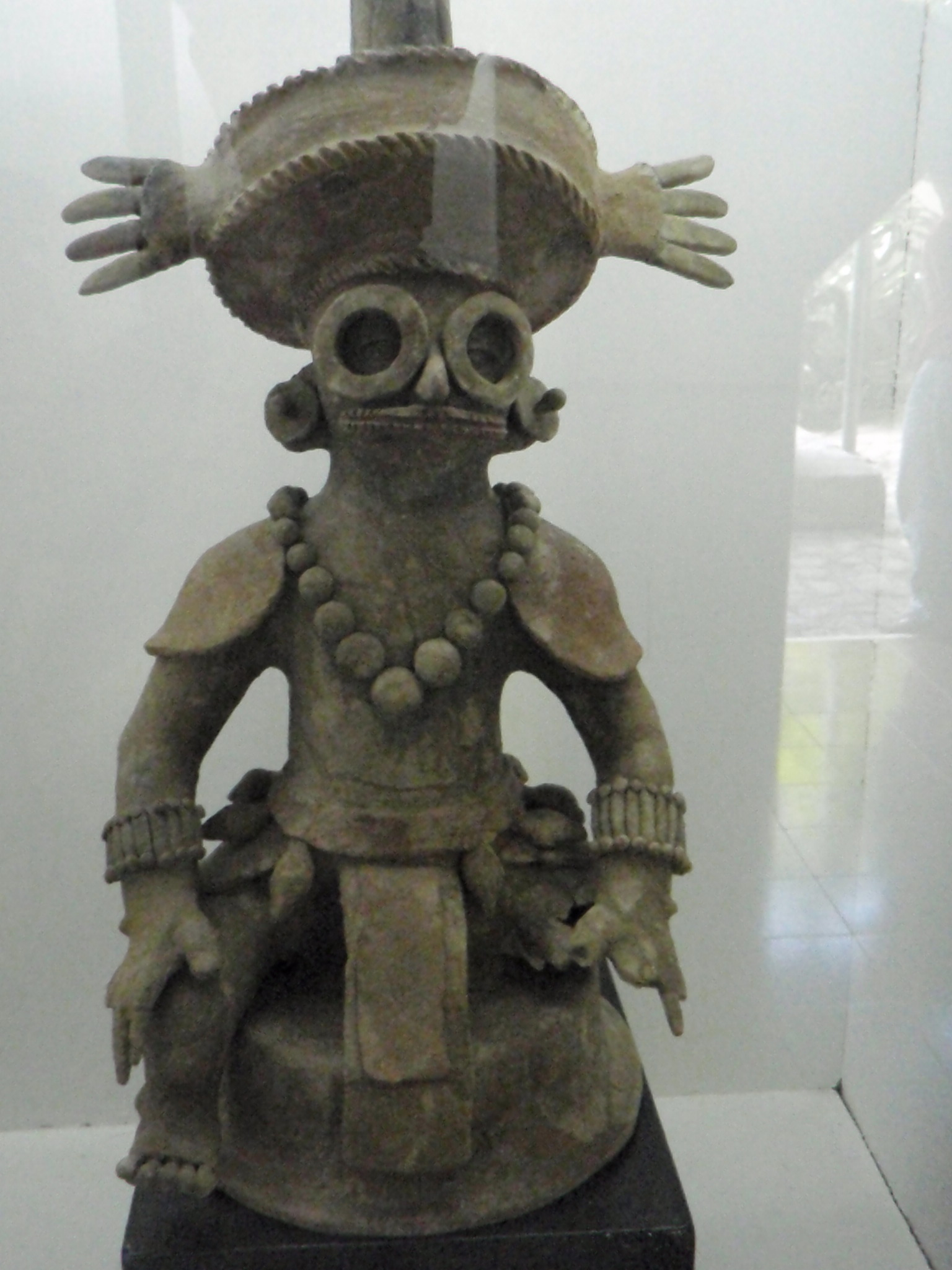
Domniemane przedstawienie władcy Copán K’inich Yax K’uk’ Mo’

Czasy historyczne rozpoczynają się w Hondurasie od obecności na jego terenach cywilizacji majańskiej. Współcześnie Majowie zamieszkują zachodnią część kraju stanowią 7% mieszkańców państwa, pozostałe stanowią: Metysi-90%, Czarni-2%, Biali-1%. Do najważniejszych stanowisk tego okresu należy Copán, którego szczyt rozkwitu przypadał na okres od V do VIII wieku.

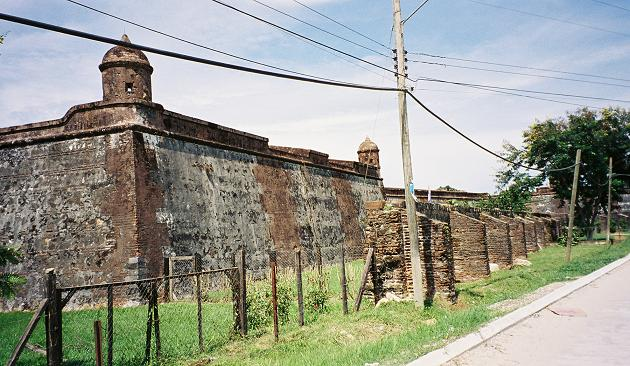
Fort hiszpański San Fernando

Europejczycy dotarli tutaj wraz z początkiem Wielkich Odkryć Geograficznych, w 1502 dotarł tutaj Krzysztof Kolumb, następnie ziemie tę podbił w 1524 roku Pedro de Alvarado będący w służbie hiszpańskiej. W 1535 roku Honduras wszedł w skład wicekrólestwa Nowej Hiszpanii. Hiszpanie walczyli o pełną kontrolę ziem z Indianami, próbującymi ocalić resztki swojej niezależności, ale wraz ze zdobyciem osiedla indiańskiego, gdzie dzisiaj znajduje się stolica kraju Tegucigalpa w 1578 roku, stopniowo opór zaczął maleć. Przyczyniło się to do wprowadzenia katolicyzmu i języka hiszpańskiego jako urzędowego.

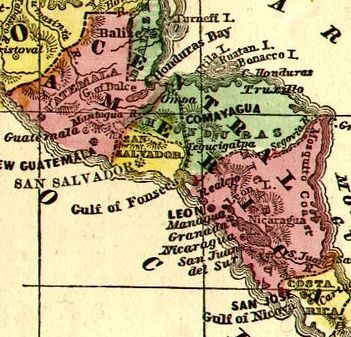
Mapa Środkowej Ameryki z 1860 roku

## Czasy postkolonialne

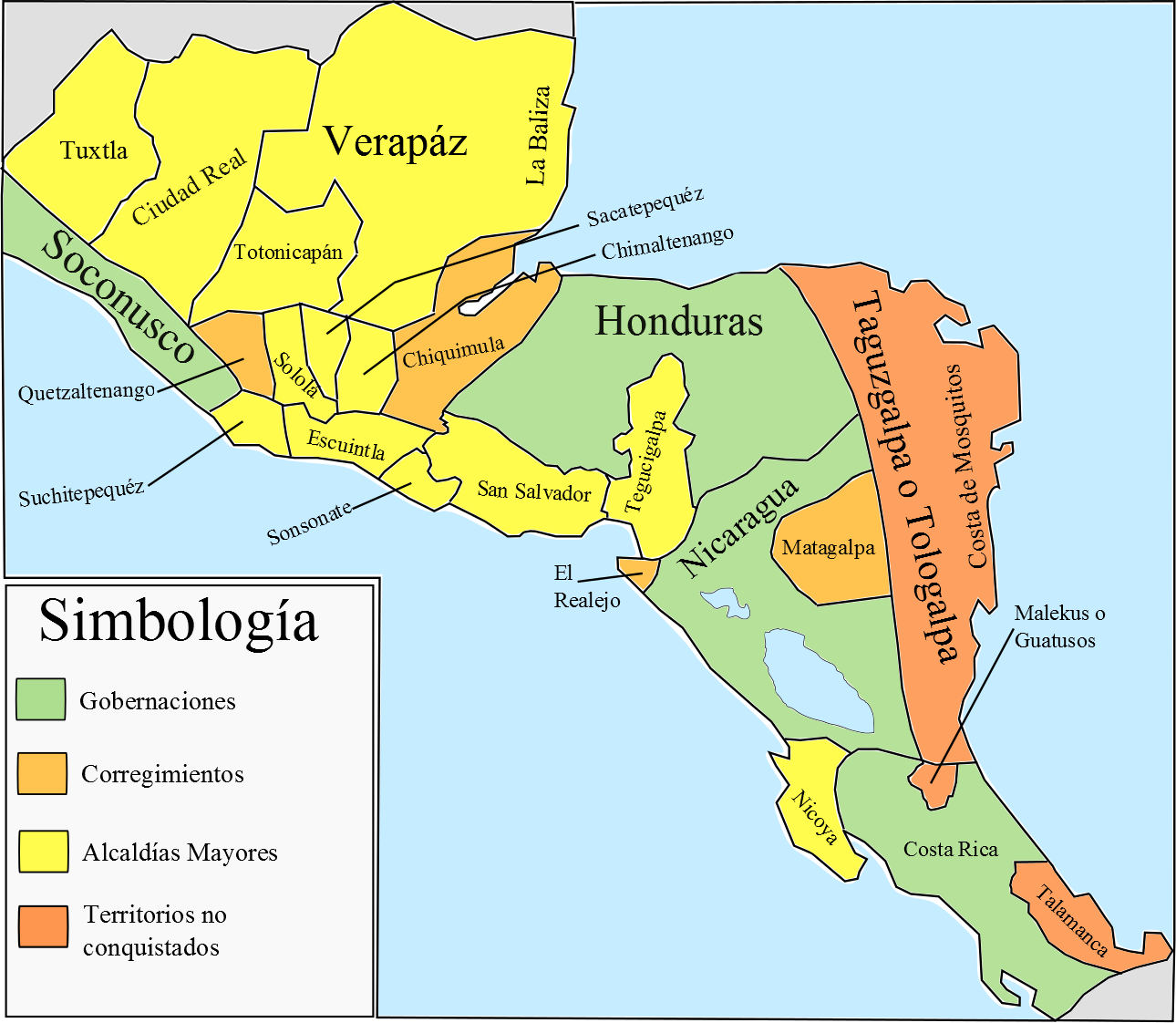
Mapa Środkowej Ameryki przedstawiająca 1780 rok.

W 1821 roku państwo wyzwoliło się spod zależności od Hiszpanii stając się częścią Meksyku. W latach 1823–1838 weszło w skład Zjednoczonych Prowincji Ameryki Środkowej. Stolicą państwa została w 1824 roku Tegucigalpa a prezydentem ZPAŚ został generał Francisco Morazan. W 1838 roku ZPAŚ zostało rozwiązane i Honduras uzyskał pełną niepodległość, a w następnym roku otrzymał pierwszą konstytucję. Tymczasowym prezydentem został Juan Francisco de Molina. W całym wieku XIX miały miejsce drobne konflikty graniczne z sąsiadami. Od 1876 roku krajem rządził rząd Marca Aurelio Soto Martineza, który wprowadził liberalne reformy. Pod koniec XIX wieku kraj znalazł się w strefie wpływów Stanów Zjednoczonych. Interesy kraju były reprezentowane przez amerykańskich plantatorów skupionych w United Fruit Company, co spowodowało amerykańską interwencję w sprawy kraju.
W XX wieku w kraju zaczęła zdobywać przewagę Partia Narodowa, czego efektem stała się dyktatura Tiburcua Cariasa Andino, który przejął władzę w 1933 roku jako prezydent kraju. W latach 50. XX wieku kraj stał się widownią walk politycznych pomiędzy partiami: Narodową i Liberalną. W 1954 roku były prezydent podjął próbę przejęcia władzy, lecz była ona nieudana. W 1963 roku władzę w kraju przejął generał Oswaldo Lopez Arellano czego efektem była stagnacja gospodarcza kraju. W 1969 roku wybuchła tak zwana "wojna futbolowa" z Salwadorem po przegranym meczu reprezentacji Hondurasu w piłce nożnej. Główną przyczyną wojny był narastający nacjonalizm i walka o ziemie pomiędzy mieszkańcami obydwu państw. 
Wojna ta została zakończona po interwencji Organizacji Państw Amerykańskich. W 1980 roku zawarto pokój pomiędzy walczącymi stronami konfliktu i powstał pierwszy cywilny rząd, zaś prezydentem został Roberto Suazo Cordova z Partii Liberalnej. Koła wojskowe jednak zachowały wpływ w polityce kraju. Od 1983 roku na terenie kraju stacjonowały oddziały contras walczące z lewicującym rządem Nikaragui. W proteście przeciwko wojskowym rządom, proamerykańskiej polityce i rosnącym wpływom byłych funkcjonariuszy reżimu Nikaragui pod koniec lat 80. utworzona została partyzancka grupa Front Wyzwolenia Hondurasu im. Morazana. Grupa w przeciwieństwie do wielu innych guerilli tego okresu reprezentowała umiarkowany program polityczny i nie wyznaczała celów o charakterze marksistowskim. Do ostatniego ataku partyzanckiego doszło w 1995 roku.
W 1989 roku został przyjęty plan pokojowy dla Ameryki Środkowej, na mocy którego siły contras zostały wycofane. W 1992 roku został również rozwiązany konflikt graniczny z Salwadorem, trwający od 1961 roku. W 2002 roku prezydentem został Ricardo Maduro z Partii Narodowej.
Od 2006 roku prezydentem był Manuel Zelaya, który został obalony w wyniku zamachu stanu 28 czerwca 2009. Władzę w wyniku puczu przejął Roberto Micheletti, a po wyborach, na prezydenta 27 stycznia 2010 zaprzysiężony został Porfirio Lobo Sosa. Zwolennicy obalonego prezydenta skupili się w lewicowej partii LIBRE która stała się główną siłą opozycji. Partia została poddana represjom a kilkunastu jej kandydatów oraz członków ich rodzin zginęło w trakcie kampanii wyborczej.